# Księga Abdiasza
Księga Abdiasza – (hebr. ‏עובדיה‎ Owadija) księga Starego Testamentu. Ogłasza wyrok Boga na Edomitów, a jednocześnie zwiastuje ostateczny tryumf Królestwa Bożego. Księga Abdiasza zawiera jeden rozdział liczący 21 wersetów, a tym samym jest najkrótszą księgą Starego Testamentu.

## Autor
Ze wstępu dowiadujemy się, iż jest to wizja Abdiasza. Jest to jedyna informacja na temat autorstwa tej księgi, jaką w niej znajdujemy. Nie ma żadnej wzmianki o czasie i miejscu narodzin pisarza, o jego plemieniu ani o szczegółach z jego życia. Imię jego oznacza z języka hebrajskiego – sługa Jahwe. Abdiasz należał do grona 12 proroków mniejszych.

## Treść księgi Abdiasza
Abdiasz ogłasza swoją wizję na rozkaz Boży. Wzywa narody do stoczenia bitwy z Edomem (potomkami Ezawa). Następnie bezpośrednio zwraca się do tego narodu, oceniając jego pozycję. Opisuje Edom jako mały i wzgardzony naród, jednocześnie zachowujący się zuchwale. Mieszkając pośród wysokich skał, czuje się bezpieczny, lecz Bóg osądził go i przeznaczył na zagładę. Przeciw nim obrócą się dotychczasowi sprzymierzeńcy i w czasie jego klęski nie pomogą mu mędrcy i wojownicy znani z męstwa.
Kara ta spotka potomków Ezawa z powodu przemocy jakiej się dopuścili wobec swoich braci, synów Jakuba. Abdiasz surowo potępia czyny Edomu, zapowiada zbliżający się dzień rozrachunku.
Pod koniec tej księgi prorok zapowiada czas odnowy dla domu Jakuba, mówi o zajęciu terytorium Edomitów i wymienia zdobyczne krainy i terytoria.

## Czas powstania
Obecnie istnieją dwa datowania Księgi Abdiasza. Niektórzy uważają, że brak wzmianki o zburzeniu Jerozolimy przez Nabuchodonozora, a także aluzja do zjednoczenia rozdzielonych królestw – izraelskiego i judzkiego – ma wskazywać na spustoszenie za czasów Jorama. Oznaczałoby to, że księga powstała w wieku IX przed Chr i jest najstarszą księgą prorocką. Współcześnie jednak większość egzegetów jest zdania, że Abdiasz mówi o prześladowaniach Izraela ze strony Edomitów mających miejsce po upadku Jerozolimy po roku 587 przed Chr. Edomici poparli wtedy wojska babilońskie, w okrutny sposób traktując Izraelitów. Abdiasz mógł być naocznym świadkiem tych wydarzeń.